# Erich Neumann (psycholoog)

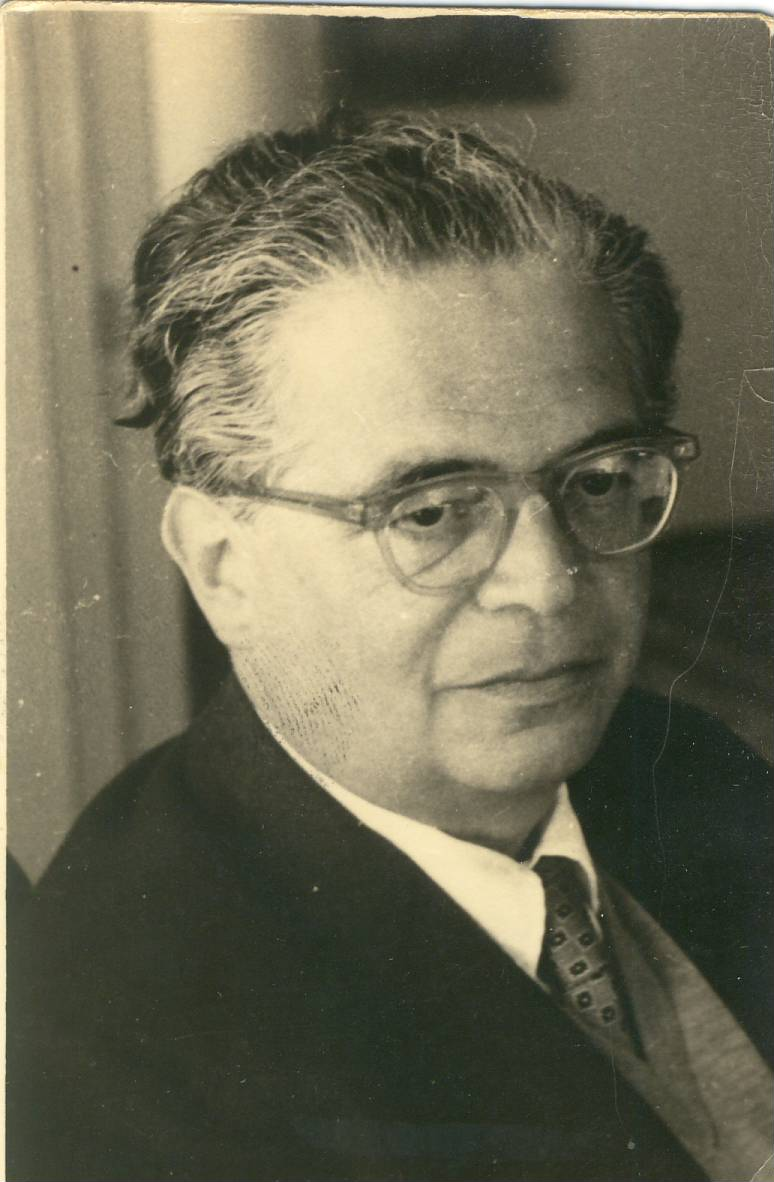
Erich Neumann

Erich Neumann (Berlijn, 23 januari 1905 – Tel Aviv, 5 november 1960) was een Duits-Israëlisch psycholoog, psychoanalyticus en psychotherapeut.
Hij geldt als een van de belangrijkste leerlingen van de Zwitserse psychoanalyticus Carl Gustav Jung, werd door zijn leermeester als erfgenaam van diens gedachtegoed aangewezen, maar stierf een jaar eerder dan deze.
Als dieptepsycholoog is hij vooral bekend geworden door zijn baanbrekende en visionaire werken Ursprungsgeschichte des Bewußtseins en Tiefenpsychologie und neue Ethik (allebei uit 1949).
Van Joodse komaf zijnde, emigreerde Neumann in 1934 vanuit nazi-Duitsland naar het toenmalige mandaatgebied Palestina, waar hij in Tel Aviv een eigen praktijk voor psychotherapie begon.